# Anna Mae Aquash
Anna Mae Pictou Aquash oder Anna Mae Aquash, auch Annie Mae genannt, mit ihrem Mi’kmaq-Namen Naguset Eask (* 27. März 1945, Indian Brook 14, Hants County, Nova Scotia, Kanada; † Dezember 1975 in Pine Ridge Reservation, South Dakota, USA) war ein prominentes Mitglied des American Indian Movement (AIM). Nachdem man die Mi′kmaq-Indianerin ermordet in dem vor allem von Oglala bewohnten Indianerreservat aufgefunden hatte, wurde ihre Rolle kontrovers diskutiert.
Vermutlich wurde sie im Zusammenhang mit der mutmaßlichen Beteiligung von Leonard Peltier an der Jumping-Bull-Schießerei als angebliche Polizeiinformantin und Verräterin gefoltert und erschossen. Teilweise wurde versucht, sie als Märtyrerin der Red-Power-Bewegung darzustellen und die Ermordung der mehrmals inhaftierten AIM-Aktivistin dem FBI zuzuschreiben. Einzelne Gerichtsprozesse im Umfeld der Tat begannen erst nach der Jahrtausendwende. Der AIM-Aktivist John Graham wurde 2011 wegen Mordes an Aquash zu lebenslanger Haft verurteilt. Weitere Verfahren sind über 30 Jahre nach ihrer Ermordung noch nicht abgeschlossen. Zum Umfeld der Tatverdächtigen gehören hochrangige Mitglieder wie juristische Vertreter des AIM.

## Engagement in der Red-Power-Bewegung
Eine ihrer ersten Aktionen war die Teilnahme an indianischen Protesten im Bostoner Hafen gegen die 350-Jahr-Feier der Ankunft der Pilgrim Fathers in der Neuen Welt auf der Mayflower. AIM-Aktivisten enterten deren Nachbau, die Mayflower II, an Thanksgiving 1970. Anna Mae Aquash war auch an der Errichtung des Boston Indian Council (heute das North American Indian Center) beteiligt.
Sie zog mit ihren zwei kleinen Töchtern Anfang der 1970er Jahre nach Bar Harbor, Maine und arbeitete am TRIBES Projekt mit. TRIBES stand für Teaching and Research in Bicultural Education School Project und zielte darauf ab, Indianerkindern ihre eigene Geschichte näherzubringen.
Nach dem Scheitern ihrer ersten Ehe, aus der ihre zwei Töchter stammen, lernte sie den kanadischen Ojibwa Nogeeshik Aquash aus Walpole Island kennen. Beide reisten 1973 nach Pine Ridge und nahmen an der Besetzung von Wounded Knee durch die AIM teil und heirateten dort.
1974 half sie bei der bewaffneten Besetzung des Anicinaabe Provincial Park durch die Ojibway Warriors Society in Kenora, Ontario, und Anfang Januar 1975 nahm sie an der Aktion einer Menominee Warriors Society im Alexian Brothers Novitiate, in Gresham, Wisconsin, teil. Vor ihrer Ermordung lebte sie wie andere AIM-Aktivisten aus ganz Nordamerika in Pine Ridge und war auch zeitweise in Los Angeles und in Kanada. Sie stand in der Organisation Dennis Banks und Leonard Peltier nahe und begann, eine prominente weibliche Rolle im AIM zu spielen.

## Ihr Tod
Einige Monate nach dem Schusswechsel auf der Jumping Bull Ranch geriet Aquash unter den Verdacht der Bewegung, der Polizei zuzuarbeiten. Bei der Schießerei waren zwei FBI-Agenten und ein AIM-Aktivist erschossen worden. Leonard Peltier, der später als Hauptbeteiligter zu zweimal lebenslanger Haft verurteilt wurde, hatte sich durch Flucht nach Kanada der Strafverfolgung entzogen. Ende 1975 wurde Aquash vom AIM Verhören unterzogen, einzelnen Zeugenaussagen zufolge unter Beteiligung von Peltiers Anwalt Ellison.
Anfang 1976 wurde ihre weitgehend entstellte Leiche neben dem South Dakota Highway 73 am nordöstlichen Ende der Pine Ridge Reservation, zehn Meilen nördlich von Wanblee und nahe bei Kadoka, gefunden. Der Rancher Roger Amiotte entdeckte sie während einer ungewöhnlichen Wärmephase am 24. Februar. Die Leiche konnte nicht identifiziert werden, obwohl Polizeibeamte anwesend waren, die Aquash gekannt hatten. Ihre abgeschnittenen Hände mussten ins FBI-Hauptquartier in Washington, D.C. geschickt werden, um Fingerabdrücke abzunehmen. Sie wurde zunächst anonym als Jane Doe beerdigt. Acht Tage danach, nach der Identifizierung, wurde sie am 10. März 1976 auf Wunsch der Familie und auch des FBI exhumiert. Dieses Mal erkannte man die Schussverletzung.

## Strafverfahren und ein Mitverschwörer
Am 20. März 2003 wurden zwei Personen wegen des Mordes angeklagt: Fritz Arlo Looking Cloud (ein obdachloser Lakota) und John Graham (dieser war auch als John Boy Patton bekannt), ein Stammesangehöriger der Südlichen Tutchonen aus Whitehorse, Yukon in Kanada. Grahams Adoptivtante Theda Clark wurde nicht angeklagt, obwohl man annahm, dass sie die Tat unterstützt hat.
Leonard Peltiers langjähriger Anwalt Bruce Ellison berief sich auf den Fünften Verfassungszusatz, nach dem niemand gegen sich selbst aussagen muss, und verweigerte jegliche Aussage, sowohl bei vorbereitenden Anhörungen der Grand Jury im Verfahren gegen Looking Cloud als auch beim Verfahren selbst. Der Staatsanwalt nannte ihn in der Verhandlung einen Mitverschwörer und Zeugen sagten aus, der Anwalt habe sich an den Verhören von Annie Mae Aquash am 11. Dezember 1975 beteiligt, die kurz vor ihrer Tötung stattfanden.
Im August 2008 klagte eine Grand Jury eine dritte Person, Vine Richard „Dick“ Marshall, an, bei dem Mord geholfen und Beihilfe geleistet zu haben (aiding and abetting). Marshall war ein Leibwächter von Russell Means.
Graham, Looking Cloud und Theda Clark sollen ihr Opfer in Marshalls Haus verschleppt haben, wo Aquash vor ihrer Ermordung gefangen gehalten worden sein soll. Marshalls Ehefrau Cleo Gates bestätigte dies im Verfahren gegen Looking Cloud. Marshall soll auch die Mordwaffe beschafft haben. Er war schon einmal wegen eines Mordes im Jahr 1975 inhaftiert gewesen (und wurde im Jahr 2000 begnadigt).

### Verfahren gegen Graham und Rios 2010
Im September 2009 wurden Graham and Thelma Rios vom Gericht des Staates South Dakota wegen der Entführung und Ermordung von Anna Mae Aquash angeklagt. Thelma Rios verständigte sich im Verfahren und wurde im November 2010 wegen Beihilfe zur Entführung zu einer Haftstrafe von 5 Jahren verurteilt, die aufgrund ihrer schlechten Gesundheitszustandes weitgehend ausgesetzt wurde. Sie verstarb im Januar 2011 an Lungenkrebs. John Graham wurde im Dezember 2010 wegen Mordes zu einer lebenslangen Freiheitsstrafe verurteilt.

### Der Prozess gegen Looking Cloud
Am 8. Februar 2004 begann der Prozess gegen Arlo Looking Cloud vor einer Jury eines US-Bundesgerichtes, der mit einem Schuldspruch endete. Am 23. April 2004 erhielt der Angeklagte eine lebenslange Freiheitsstrafe. Ein auf Video aufgenommenes Verhör, in dem er seine Anwesenheit am Tatort zugegeben hatte, gab den Ausschlag für die Verurteilung. Er behauptete allerdings, nicht von dem Vorhaben gewusst zu haben, dass Aquash getötet werden sollte. Der Angeklagte gab John Graham als Todesschützen an.
Looking Cloud legte Berufung gegen seine Verurteilung ein. Aber obwohl er während des Verhörs leicht angetrunken gewesen war, gab es genügend weitere Zeugen, die ihn über seine Beteiligung sprechen hörten, darunter seinen alten Freund Richard Two Elk, Troy Lynn Yellow Wood, John Trudell und die Töchter von Anna Mae Aquash. Looking Cloud zog sein auf Video aufgezeichnetes Geständnis zurück und nannte es eine Lüge. Er wandte auch ein, dass sein Verteidiger unfähig gewesen sei; dieser habe gegen die Zulassung der Videoaufnahme Einspruch erheben und unter anderem auch gegen die Zulassung von Anna Maes Aussagen aus zweiter Hand sowie gegen die Fangfragen des Staatsanwaltes protestieren müssen.
Das zuständige Berufungsgericht (United States Court of Appeals for the Eighth Circuit) lehnte die Berufung am 19. August 2004 ab.

### John Graham versucht, einem Gerichtsverfahren zu entgehen
Der kanadische Justizminister Vic Toews verfügte am 22. Juni 2006 John Grahams Auslieferung an die Vereinigten Staaten. Graham erwartete eine Anklage wegen seiner mutmaßlichen Beteiligung an dem Mord. Graham erhob Einspruch und man stellte ihn unter Hausarrest. Im Juli 2007 wurde der Hausarrest gerichtlich abgelehnt und die Auslieferungsverfügung bestätigt. Am 6. Dezember 2007 wies das Oberste Gericht Kanadas einen weiteren Einspruch ab, und John Graham wartet seitdem in einem Gefängnis in Rapid City, South Dakota auf sein Verfahren wegen Mordes, das man gegen ihn und Marshall eröffnen will.
Graham bestreitet jegliche Beteiligung an der Tat, seine Anklage sei ein Racheakt. Die Regierung der Vereinigten Staaten und das FBI hätten ihn zwingen wollen, in der Sache falsches Zeugnis gegen AIM-Anführer abzulegen. Man habe ihn vor die Alternative gestellt, selbst als Aquashs Mörder angeklagt zu werden, falls er nicht kooperiere. Graham behauptet, Aquash zuletzt auf ihrer Fahrt von Denver zur Pine Ridge Indian Reservation gesehen zu haben, dort will er sie in Sicherheit gebracht haben.
Die AIM-Führung hat die Frage nach Grahams Schuld nicht einheitlich beantwortet, John Trudell und Russell Means behaupten, dass er der Mörder war, andere sehen in ihm einen Sündenbock.

### Theorien und Motive
Es gibt unterschiedliche Vermutungen über die Hintermänner der Tat. John Trudell beschuldigt Dennis Banks. Er sagte sowohl 1976 in dem Verfahren gegen Butler und Robideau als auch im Looking-Cloud-Prozess aus, dass Banks ihm vor der Identifizierung der Leiche von der Tötung berichtet habe. Banks, in seiner Autobiographie Ojibwa Warrior, gibt die Gegendarstellung. Er sei in dem Gespräch mit John Trudell über die Identität des Opfers informiert worden und wäre vom Tod Annie Mae Aquashs überrascht worden.
Paul DeMain, der Herausgeber der indianischen Zeitung News from Indian Country, behauptete 2003 in einem Leitartikel, dass der Grund für die Exekution Anna Maes ihre Kenntnis über die Schuld Leonard Peltiers an der Ermordung der beiden FBI-Agenten liege, er beschuldigte diesen aber nicht der Tat selbst. Peltier reagierte mit einer am 1. Mai 2003 eingereichten Verleumdungsklage. Diese Klage wurde am 25. Mai 2004 zurückgezogen und ein Vergleich wurde erreicht. DeMain sagte, dass er Peltier ein ihm bislang vorenthaltenes faires Verfahren wünsche und dieser sei nicht an der Tötung von Anna Mae Aquash beteiligt gewesen. DeMain widerrief aber weder seine Annahme der Schuld Peltiers am Tod der beiden FBI-Agenten noch die Vermutung, Aquashs Ermordung sei aus Furcht vor ihrem möglichen Verrat Peltiers geschehen.
In der Gerichtsverhandlung gegen Looking Cloud behauptete auch die Staatsanwaltschaft, AIM-Anführer hätten Aquash wegen Peltier als Problem gesehen, da er ihr gegenüber die Morde an den beiden FBI-Beamten zugegeben habe. Die Zeugin Darlene Kamook Nichols sagte dann aus, dass Peltier Ende 1975 dieses Geständnis in einer Gruppe von AIM-Aktivisten gemacht habe. Zu dieser damals von der Polizei verfolgten Gruppe gehörte sie selbst sowie ihre Schwester Bernie, ihr damaliger Mann Dennis Banks, Aquash und andere. Peltier habe demnach gesagt, der „Hurensohn bettelte um sein Leben, aber ich habe ihn trotzdem erschossen“ („but I shot him anyway“). Bernie Nichols-Lafferty bestätigte die Aussage ihrer Schwester über die Angabe Peltiers.
Andere Zeugen sagten aus, dass Peltier beim Verhör von Aquash ihr tatsächlich eine Waffe in den Mund geschoben habe. Peltier und David Hill zwangen Aquash zum Bau von Sprengsätzen, die dann von ihnen in zwei Kraftwerken in der Pine Ridge Reservation platziert wurden. Aquashs Fingerabdrücke sollten sie belasten.

## Anna Maes Aquashs Töchter
Die Vorsitzende der Organisation Indigenous Women for Justice, Denise Maloney-Pictou, ist von John Grahams Schuld überzeugt. Sie vermutet, bei AIM habe man „angenommen, sie wüsste zu viel. Sie wusste, was in Kalifornien los war, woher das Geld für die Waffen stammte, kannte Pläne, und vor allem wusste sie, wer die FBI-Männer erschossen hatte.“.
Anna Maes andere Tochter Debbie Maloney-Pictou, eine Polizistin bei der Royal Canadian Mounted Police und im Annie Mae Justice Fund aktiv, berichtet, dass Arlo Looking Cloud ihr telefonisch die Umstände der Tötung ihrer Mutter geschildert habe; diesem Geständnis entspräche die Auffassung des FBI. Dieser Anruf sei von Paul DeMain und Richard Two Elk vermittelt worden. Looking Cloud bestätigte den Anruf in seinem auf Video aufgezeichneten Geständnis vom 27. März 2003.

## Schriften
- „Letter from jail“, 1975.